# Deuxième circonscription de la Guadeloupe
La deuxième circonscription de la Guadeloupe est l'une des 4 circonscriptions législatives françaises que compte le département de la Guadeloupe (971) situé en région Guadeloupe.

## Description géographique et démographique
La deuxième circonscription de la Guadeloupe est délimitée par le découpage électoral de la loi n°86-1197 du 24 novembre 1986
, elle regroupe les divisions administratives suivantes : Cantons de La Désirade, Le Gosier I, Le Gosier II, Morne-à-l'Eau I, Morne-à-l'Eau II, Le Moule I, Le Moule II, Petit-Canal, Saint-François, Saint-Louis, Sainte-Anne I, Sainte-Anne II.
D'après le recensement général de la population en 1999, réalisé par l'Institut national de la statistique et des études économiques (INSEE), la population totale de cette circonscription est estimée à 114 327 habitants,.

Carte de la deuxième circonscription de la Guadeloupe de 1958 à 1986
Carte de la deuxième circonscription de la Guadeloupe de 1986 à 2012

## Historique des députations
| Législature | Début de mandat | Fin de mandat  | Député                   | Parti politique | Observations                                                                           |
| ----------- | --------------- | -------------- | ------------------------ | --------------- | -------------------------------------------------------------------------------------- |
| IXe         | 23 juin 1988    | 1er avril 1993 | Ernest Moutoussamy,      | PPDG,           |                                                                                        |
| Xe          | 2 avril 1993    | 21 avril 1997  | Ernest Moutoussamy,      | PPDG,           | Mandat écourté à la suite d'une dissolution parlementaire décidée par Jacques Chirac.  |
| XIe         | 12 juin 1997    | 18 juin 2002   | Ernest Moutoussamy       | PPDG            |                                                                                        |
| XIIe        | 19 juin 2002    | 19 juin 2007   | Gabrielle Louis-Carabin, | UMP,            |                                                                                        |
| XIIIe       | 20 juin 2007    | 19 juin 2012   | Gabrielle Louis-Carabin, | UMP,            |                                                                                        |
| XIVe        | 20 juin 2012    | 20 juin 2017   | Gabrielle Louis-Carabin  | PPDG            |                                                                                        |
| XVe         | 21 juin 2017    | 21 juin 2022   | Justine Benin,           | DVG,            |                                                                                        |
| XVIe        | 22 juin 2022    | 9 juin 2024    | Christian Baptiste       | PPDG            | Mandat écourté à la suite d'une dissolution parlementaire décidée par Emmanuel Macron. |
| XVIIe       | 8 juillet 2024  | En cours       | Christian Baptiste       | PPDG            |                                                                                        |

## Historique des élections

### Élections de 1958
| Candidat | Candidat                         | Parti          | Premier tour | Premier tour | Second tour | Second tour |  |
| Candidat | Candidat                         | Parti          | Voix         | %            | Voix        | %           |  |
| --- | -------------------------------- | -------------- | ------------ | ------------ | ----------- | ----------- |  |
| | Pierre Monnerville sortant réélu | diss. SFIO     | 9 093        | 43,98        | 13 001      | 54,16       |  |
| | Paul Lacavé                      | PCG            | 6 647        | 32,15        | 6 989       | 29,11       |  |
| | René Toribio                     | SFIO           | 4 937        | 23,88        | 4 015       | 16,73       |  |
| |                                  |                |              |              |             |             |  |
| Inscrits | Inscrits                         | Inscrits       | 30 738       | 100,00       | 30 739      | 100,00      |  |
| Abstentions | Abstentions                      | Abstentions    | 9 876        | 32,13        | 6 652       | 21,64       |  |
| Votants | Votants                          | Votants        | 20 862       | 67,87        | 24 087      | 78,36       |  |
| Blancs et nuls | Blancs et nuls                   | Blancs et nuls | 185          | 0,89         | 82          | 0,34        |  |
| Exprimés | Exprimés                         | Exprimés       | 20 677       | 99,11        | 24 005      | 99,66       |  |
| Source : France, Ministère de l'intérieur. Les Elections législatives . Métropole., la Documentation française, 1960 (lire en ligne) |                                  |                |              |              |             |             |  |

Le suppléant de Pierre Monnerville était Omer Ninine, conseiller général, maire de Petit-Bourg.
Pierre Monnerville siégeait au groupe parlementaire socialiste.

### Élections de 1962
| Candidat | Candidat                         | Parti          | Premier tour | Premier tour | Second tour | Second tour |  |
| Candidat | Candidat                         | Parti          | Voix         | %            | Voix        | %           |  |
| --- | -------------------------------- | -------------- | ------------ | ------------ | ----------- | ----------- |  |
| | Pierre Monnerville sortant réélu | diss. SFIO     | 10 534       | 46,93        | 13 211      | 56,77       |  |
| | Paul Lacavé                      | PCG            | 7 989        | 35,59        | 8 874       | 38,13       |  |
| | Paul Valentino                   | SFIO           | 3 922        | 17,47        | 1 188       | 5,10        |  |
| |                                  |                |              |              |             |             |  |
| Inscrits | Inscrits                         | Inscrits       | 33 413       | 100,00       | 33 406      | 100,00      |  |
| Abstentions | Abstentions                      | Abstentions    | 10 758       | 32,2         | 10 014      | 29,98       |  |
| Votants | Votants                          | Votants        | 22 655       | 67,8         | 23 392      | 70,02       |  |
| Blancs et nuls | Blancs et nuls                   | Blancs et nuls | 210          | 0,93         | 119         | 0,51        |  |
| Exprimés | Exprimés                         | Exprimés       | 22 445       | 99,07        | 23 273      | 99,49       |  |
| Source : France, Ministère de l'intérieur. Les Elections législatives . Métropole., la Documentation française, 1963 (lire en ligne) |                                  |                |              |              |             |             |  |

Le suppléant de Pierre Monnerville était Omer Ninine, avocat à la Cour d'Appel, maire de Petit-Bourg.

### Élections de 1967
| Candidat | Candidat        | Parti          | Premier tour | Premier tour | Second tour | Second tour |  |
| Candidat | Candidat        | Parti          | Voix         | %            | Voix        | %           |  |
| --- | --------------- | -------------- | ------------ | ------------ | ----------- | ----------- |  |
| | Paul Lacavé élu | PCG            | 8 054        | 42,33        | 10 932      | 44,74       |  |
| | Gabriel Lisette | Divers gauche  | 6 665        | 35,03        | 9 399       | 38,47       |  |
| | Frédéric Jalton | Divers gauche  | 4 155        | 21,84        | 4 104       | 16,80       |  |
| | Louis Tigrane   | Divers         | 151          | 0,79         |             |             |  |
| |                 |                |              |              |             |             |  |
| Inscrits | Inscrits        | Inscrits       | 36 789       | 100,00       | 36 786      | 100,00      |  |
| Abstentions | Abstentions     | Abstentions    | 17 151       | 46,62        | 11 892      | 32,33       |  |
| Votants | Votants         | Votants        | 19 638       | 53,38        | 24 894      | 67,67       |  |
| Blancs et nuls | Blancs et nuls  | Blancs et nuls | 613          | 3,12         | 459         | 1,84        |  |
| Exprimés | Exprimés        | Exprimés       | 19 025       | 96,88        | 24 435      | 98,16       |  |
| Source : France, Ministère de l'intérieur. Les Elections législatives . Métropole., la Documentation française, 1967 (lire en ligne) |                 |                |              |              |             |             |  |

La suppléante de Paul Lacavé était George Tarer, sage-femme, militante des droits des femmes et des enfants.

### Élections de 1968
| Candidat | Candidat                  | Parti          | Premier tour | Premier tour | Second tour | Second tour |  |
| Candidat | Candidat                  | Parti          | Voix         | %            | Voix        | %           |  |
| --- | ------------------------- | -------------- | ------------ | ------------ | ----------- | ----------- |  |
| | Paul Lacavé sortant réélu | PCG            | 7 350        | 40,00        | 12 049      | 54,32       |  |
| | Gabriel Lisette           | Divers gauche  | 6 342        | 34,51        | 10 132      | 45,68       |  |
| | Frédéric Jalton           | Divers gauche  | 4 685        | 26,47        | Retrait     | Retrait     |  |
| |                           |                |              |              |             |             |  |
| Inscrits | Inscrits                  | Inscrits       | 41 861       | 100,00       | 41 875      | 100,00      |  |
| Abstentions | Abstentions               | Abstentions    | 22 966       | 54,86        | 19 165      | 45,77       |  |
| Votants | Votants                   | Votants        | 18 895       | 45,14        | 22 710      | 54,23       |  |
| Blancs et nuls | Blancs et nuls            | Blancs et nuls | 518          | 2,74         | 529         | 2,33        |  |
| Exprimés | Exprimés                  | Exprimés       | 18 377       | 97,26        | 22 181      | 97,67       |  |
| Source : France, Ministère de l'intérieur. Les Elections législatives . Métropole., la Documentation française, 1974 (lire en ligne) |                           |                |              |              |             |             |  |

La suppléante de Paul Lacavé était George Tarer.

### Élections de 1973
| Candidat                                                     | Candidat            | Parti               | Premier tour | Premier tour | Second tour | Second tour |  |
| Candidat                                                     | Candidat            | Parti               | Voix         | %            | Voix        | %           |  |
| ------------------------------------------------------------ | ------------------- | ------------------- | ------------ | ------------ | ----------- | ----------- |  |
|                                                              | Frédéric Jalton élu | Divers droite (URP) | 11 562       | 50,58        | 15 599      | 54,44       |  |
|                                                              | Paul Lacavé sortant | PCG                 | 9 544        | 41,75        | 13 052      | 45,56       |  |
|                                                              | René Toribio        | PS (UGSD)           | 1 427        | 6,24         |             |             |  |
|                                                              | Yolande Lasserre    | Extrême gauche      | 195          | 0,85         |             |             |  |
|                                                              | Hervé Jean          | Extrême gauche      | 90           | 0,39         |             |             |  |
|                                                              | Raymond Vivies      | Divers droite       | 43           | 0,18         |             |             |  |
|                                                              |                     |                     |              |              |             |             |  |
| Inscrits                                                     | Inscrits            | Inscrits            | 47 574       | 100,00       | 47 568      | 100,00      |  |
| Abstentions                                                  | Abstentions         | Abstentions         | 23 376       | 49,14        | 18 076      | 38          |  |
| Votants                                                      | Votants             | Votants             | 24 198       | 50,86        | 29 492      | 62          |  |
| Blancs et nuls                                               | Blancs et nuls      | Blancs et nuls      | 1 337        | 5,53         | 841         | 2,85        |  |
| Exprimés                                                     | Exprimés            | Exprimés            | 22 861       | 94,47        | 28 651      | 97,15       |  |
| Source : Ministère de l'Intérieur et Le Monde du 7 mars 1973 |                     |                     |              |              |             |             |  |

Le suppléant de Frédéric Jalton était Charles Gabriel, entrepreneur, conseiller général, maire de Sainte-Rose.

### Élections de 1978
| Candidat       | Candidat                | Parti          | Premier tour | Premier tour | Second tour | Second tour |  |
| Candidat       | Candidat                | Parti          | Voix         | %            | Voix        | %           |  |
| -------------- | ----------------------- | -------------- | ------------ | ------------ | ----------- | ----------- |  |
|                | Mariani Maximin élu     | RPR            | 9 228        | 48,48        | 16 046      | 51,62       |  |
|                | Frédéric Jalton sortant | PS             | 7 917        | 41,59        | 15 039      | 48,38       |  |
|                | A. Pierre-Justin        | PCG            | 1 378        | 7,24         |             |             |  |
|                | Gérard Séné             | CO             | 391          | 2,05         |             |             |  |
|                | G. Courbin              | Extrême gauche | 121          | 0,64         |             |             |  |
|                |                         |                |              |              |             |             |  |
| Inscrits       | Inscrits                | Inscrits       | 52 816       | 100,00       | 58 509      | 100,00      |  |
| Abstentions    | Abstentions             | Abstentions    | 30 721       | 58,17        | 26 303      | 44,96       |  |
| Votants        | Votants                 | Votants        | 22 095       | 41,83        | 32 206      | 55,04       |  |
| Blancs et nuls | Blancs et nuls          | Blancs et nuls | 3 060        | 13,85        | 1 121       | 3,48        |  |
| Exprimés       | Exprimés                | Exprimés       | 19 035       | 86,15        | 31 085      | 96,52       |  |

Le suppléant de Mariani Maximin était Marcel Lacoma, des Abymes.

### Élections de 1981
| Candidat       | Candidat                | Parti          | Premier tour | Premier tour | Second tour | Second tour |  |
| Candidat       | Candidat                | Parti          | Voix         | %            | Voix        | %           |  |
| -------------- | ----------------------- | -------------- | ------------ | ------------ | ----------- | ----------- |  |
|                | Frédéric Jalton élu     | PS             | 7 594        | 54,36        | 13 550      | 67,18       |  |
|                | Marcel Lacoma           | Divers droite  | 2 933        | 21,00        | 6 619       | 32,82       |  |
|                | Mariani Maximin sortant | RPR (UNM)      | 2 074        | 14,85        |             |             |  |
|                | George Tarer-Tacite     | PCG            | 1 028        | 7,36         |             |             |  |
|                | Philippe Anaïs          | CO             | 207          | 1,48         |             |             |  |
|                | M.-F. Girard            | MRG            | 133          | 0,95         |             |             |  |
|                |                         |                |              |              |             |             |  |
| Inscrits       | Inscrits                | Inscrits       | 62 128       | 100,00       | 62 135      | 100,00      |  |
| Abstentions    | Abstentions             | Abstentions    | 47 566       | 76,56        | 41 141      | 66,21       |  |
| Votants        | Votants                 | Votants        | 14 562       | 23,44        | 20 994      | 33,79       |  |
| Blancs et nuls | Blancs et nuls          | Blancs et nuls | 593          | 4,07         | 825         | 3,93        |  |
| Exprimés       | Exprimés                | Exprimés       | 13 969       | 95,93        | 20 169      | 96,07       |  |

Le suppléant de Frédéric Jalton était Alexius de Lacroix, maire de Capesterre-Belle-Eau.

### Élections de 1988
| Candidat       | Candidat                         | Parti             | Premier tour | Premier tour | Second tour | Second tour |  |
| Candidat       | Candidat                         | Parti             | Voix         | %            | Voix        | %           |  |
| -------------- | -------------------------------- | ----------------- | ------------ | ------------ | ----------- | ----------- |  |
|                | Ernest Moutoussamy sortant réélu | PCG               | 7 384        | 47,66        | 12 457      | 59,69       |  |
|                | Marlène Captant                  | diss. RPR         | 2 707        | 17,47        | 8 414       | 40,31       |  |
|                | José Moustache                   | RPR (URC)         | 2 212        | 14,28        |             |             |  |
|                | Henri Beaujean sortant           | Divers droite     | 1 336        | 8,62         |             |             |  |
|                | Alexandre Phaeton                | PS                | 1 140        | 7,36         |             |             |  |
|                | Christian Gobardhan              | diss. UDF         | 619          | 4            |             |             |  |
|                | Léopold Deher-Lesaint            | Divers écologiste | 56           | 0,36         |             |             |  |
|                | Henri Yoyotte                    | Extrême gauche    | 40           | 0,26         |             |             |  |
|                |                                  |                   |              |              |             |             |  |
| Inscrits       | Inscrits                         | Inscrits          | 57 158       | 100,00       | 57 354      | 100,00      |  |
| Abstentions    | Abstentions                      | Abstentions       | 40 962       | 71,66        | 35 510      | 61,91       |  |
| Votants        | Votants                          | Votants           | 16 196       | 28,34        | 21 844      | 38,09       |  |
| Blancs et nuls | Blancs et nuls                   | Blancs et nuls    | 702          | 4,33         | 973         | 4,45        |  |
| Exprimés       | Exprimés                         | Exprimés          | 15 494       | 95,67        | 20 871      | 95,55       |  |

Le suppléant d'Ernest Moutoussamy était Julien Chovino, médecin à Morne-à-l'Eau.

### Élections de 1993
| Candidat       | Candidat                         | Parti             | Premier tour | Premier tour | Second tour | Second tour |  |
| Candidat       | Candidat                         | Parti             | Voix         | %            | Voix        | %           |  |
| -------------- | -------------------------------- | ----------------- | ------------ | ------------ | ----------- | ----------- |  |
|                | Ernest Moutoussamy sortant réélu | PPDG              | 7 286        | 26,8         | 14 881      | 54,05       |  |
|                | Mona Cadoce                      | PCG               | 4 946        | 18,19        | 12 651      | 45,95       |  |
|                | Favrot Davrain                   | PS                | 4 521        | 16,63        |             |             |  |
|                | Gabrielle Louis-Carabin          | Divers droite     | 4 126        | 15,18        |             |             |  |
|                | José Moustache                   | RPR (UPF)         | 3 553        | 13,07        |             |             |  |
|                | Marlène Captant                  | Divers droite     | 2 368        | 8,71         |             |             |  |
|                | Frantz Quillin                   | PLN               | 299          | 1,1          |             |             |  |
|                | Édouard Deher-Lesaint            | Divers écologiste | 86           | 0,32         |             |             |  |
|                |                                  |                   |              |              |             |             |  |
| Inscrits       | Inscrits                         | Inscrits          | 66 468       | 100,00       | 66 463      | 100,00      |  |
| Abstentions    | Abstentions                      | Abstentions       | 37 126       | 55,86        | 36 796      | 55,36       |  |
| Votants        | Votants                          | Votants           | 29 342       | 44,14        | 29 667      | 44,64       |  |
| Blancs et nuls | Blancs et nuls                   | Blancs et nuls    | 2 157        | 7,35         | 2 135       | 7,2         |  |
| Exprimés       | Exprimés                         | Exprimés          | 27 185       | 92,65        | 27 532      | 92,8        |  |

### Élections de 1997
| Candidat       | Candidat                         | Parti             | Premier tour | Premier tour | Second tour | Second tour |  |
| Candidat       | Candidat                         | Parti             | Voix         | %            | Voix        | %           |  |
| -------------- | -------------------------------- | ----------------- | ------------ | ------------ | ----------- | ----------- |  |
|                | Ernest Moutoussamy sortant réélu | PPDG              | 10 112       | 39,34        | 17 532      | 59,39       |  |
|                | Gabrielle Louis-Carabin          | RPR               | 8 027        | 31,23        | 11 988      | 40,61       |  |
|                | Florent Mitel                    | PCG               | 6 726        | 26,17        |             |             |  |
|                | Harry Durimel                    | Les Verts         | 240          | 0,93         |             |             |  |
|                | Daniel Seymour                   | PLN               | 229          | 0,89         |             |             |  |
|                | Alain William                    | PS                | 196          | 0,76         |             |             |  |
|                | Patrice Alexis                   | Divers            | 134          | 0,52         |             |             |  |
|                | Édouard Deher-Lesaint            | Divers écologiste | 39           | 0,15         |             |             |  |
|                |                                  |                   |              |              |             |             |  |
| Inscrits       | Inscrits                         | Inscrits          | 72 048       | 100,00       | 72 041      | 100,00      |  |
| Abstentions    | Abstentions                      | Abstentions       | 44 015       | 61,09        | 40 026      | 55,56       |  |
| Votants        | Votants                          | Votants           | 28 033       | 38,91        | 32 015      | 44,44       |  |
| Blancs et nuls | Blancs et nuls                   | Blancs et nuls    | 2 330        | 8,31         | 2 495       | 7,79        |  |
| Exprimés       | Exprimés                         | Exprimés          | 25 703       | 91,69        | 29 520      | 92,21       |  |

Le suppléant d'Ernest Moutoussamy était Marcellin Lubeth, exploitant agricole, conseiller général du canton de Sainte-Anne-1, Maire de Sainte-Anne.

### Élections de 2002
| Candidat       | Candidat                     | Parti             | Premier tour | Premier tour | Second tour | Second tour |  |
| Candidat       | Candidat                     | Parti             | Voix         | %            | Voix        | %           |  |
| -------------- | ---------------------------- | ----------------- | ------------ | ------------ | ----------- | ----------- |  |
|                | Gabrielle Louis-Carabin élue | OG                | 8 341        | 34,1         | 15 607      | 52,13       |  |
|                | Ernest Moutoussamy sortant   | PPDG              | 7 993        | 32,68        | 14 332      | 47,87       |  |
|                | Blaise Aldo                  | Divers droite     | 2 992        | 12,23        |             |             |  |
|                | Mona Cadoce                  | PCG               | 1 743        | 7,13         |             |             |  |
|                | Claude Makouke               | Régionaliste      | 1 375        | 5,62         |             |             |  |
|                | Juliette Nubret-Adonicam     | Extrême droite    | 778          | 3,18         |             |             |  |
|                | Harry Durimel                | Les Verts         | 600          | 2,45         |             |             |  |
|                | Garbin Firmin                | UDF               | 534          | 2,18         |             |             |  |
|                | Yannis Malahel               | Divers            | 49           | 0,2          |             |             |  |
|                | Franciane Duval              | MNR               | 48           | 0,2          |             |             |  |
|                | Edouard Deher-Lesaint        | Divers écologiste | 8            | 0,03         |             |             |  |
|                |                              |                   |              |              |             |             |  |
| Inscrits       | Inscrits                     | Inscrits          | 80 343       | 100,00       | 80 332      | 100,00      |  |
| Abstentions    | Abstentions                  | Abstentions       | 54 586       | 67,94        | 48 834      | 60,79       |  |
| Votants        | Votants                      | Votants           | 25 757       | 32,06        | 31 498      | 39,21       |  |
| Blancs et nuls | Blancs et nuls               | Blancs et nuls    | 1 296        | 5,03         | 1 559       | 4,95        |  |
| Exprimés       | Exprimés                     | Exprimés          | 24 461       | 94,97        | 29 939      | 95,05       |  |

Gabrielle Louis-Carabin siégeait au groupe UMP. Son suppléant était Laurent Bernier, chef d'entreprise à Saint-François, conseiller général du canton de Saint-François.

### Élections de 2007
| Candidat       | Candidat                                | Parti          | Premier tour | Premier tour | Second tour | Second tour |  |
| Candidat       | Candidat                                | Parti          | Voix         | %            | Voix        | %           |  |
| -------------- | --------------------------------------- | -------------- | ------------ | ------------ | ----------- | ----------- |  |
|                | Gabrielle Louis-Carabin sortante réélue | UMP            | 10 492       | 35,88        | 19 736      | 54,87       |  |
|                | Ernest Moutoussamy                      | PPDG           | 9 790        | 33,48        | 16 234      | 45,13       |  |
|                | Blaise Aldo                             | OG             | 4 946        | 16,92        |             |             |  |
|                | Harry Durimel                           | Les Verts      | 2 597        | 8,88         |             |             |  |
|                | Cécile Gandel                           | Divers gauche  | 747          | 1,16         |             |             |  |
|                | Frantz Acramel                          | UDF–MoDem      | 339          | 1,16         |             |             |  |
|                | Claude Fletcher                         | CO             | 237          | 0,81         |             |             |  |
|                | Léopold-Édouard Deher-Lesaint           | Divers gauche  | 90           | 0,31         |             |             |  |
|                | Guy Arron                               | Divers         | 0            | 0            |             |             |  |
|                |                                         |                |              |              |             |             |  |
| Inscrits       | Inscrits                                | Inscrits       | 88 472       | 100,00       | 88 463      | 100,00      |  |
| Abstentions    | Abstentions                             | Abstentions    | 57 448       | 64,93        | 50 316      | 56,88       |  |
| Votants        | Votants                                 | Votants        | 31 024       | 35,07        | 38 147      | 43,12       |  |
| Blancs et nuls | Blancs et nuls                          | Blancs et nuls | 1 786        | 5,76         | 2 177       | 5,71        |  |
| Exprimés       | Exprimés                                | Exprimés       | 29 238       | 94,24        | 35 970      | 94,29       |  |

### Élections de 2012
| Candidat       | Candidat                                | Parti          | Premier tour | Premier tour | Second tour | Second tour |  |
| Candidat       | Candidat                                | Parti          | Voix         | %            | Voix        | %           |  |
| -------------- | --------------------------------------- | -------------- | ------------ | ------------ | ----------- | ----------- |  |
|                | Gabrielle Louis-Carabin sortante réélue | Divers gauche  | 13 853       | 56,95        | 20 147      | 71,75       |  |
|                | Laurent Bernier                         | UMP            | 5 280        | 21,71        | 7 934       | 28,25       |  |
|                | Cédric Cornet                           | Divers         | 2 839        | 11,67        |             |             |  |
|                | Christian Couchy                        | diss. PS       | 884          | 3,63         |             |             |  |
|                | Moïse Ayassami                          | diss. PS       | 602          | 2,47         |             |             |  |
|                | Teddy Gabreau                           | FN             | 379          | 1,56         |             |             |  |
|                | Claude Fletcher                         | CO             | 199          | 0,82         |             |             |  |
|                | Christian Carvigan                      | PCD            | 172          | 0,71         |             |             |  |
|                | Tony Sempaire                           | Divers         | 116          | 0,48         |             |             |  |
|                |                                         |                |              |              |             |             |  |
| Inscrits       | Inscrits                                | Inscrits       | 81 526       | 100,00       | 81 350      | 100,00      |  |
| Abstentions    | Abstentions                             | Abstentions    | 56 029       | 68,73        | 51 634      | 63,47       |  |
| Votants        | Votants                                 | Votants        | 25 497       | 31,27        | 29 716      | 36,53       |  |
| Blancs et nuls | Blancs et nuls                          | Blancs et nuls | 1 173        | 4,6          | 1 635       | 5,5         |  |
| Exprimés       | Exprimés                                | Exprimés       | 24 324       | 95,4         | 28 081      | 94,5        |  |

### Élections de 2017
Les élections législatives françaises de 2017 ont eu lieu les samedis 10 et 17 juin 2017.
|                                                                               |                                                                          |                           |                           |                          |                          |
|                                                                               |                                                                          | Premier tour 10 juin 2017 | Premier tour 10 juin 2017 | Second tour 17 juin 2017 | Second tour 17 juin 2017 |
|                                                                               |                                                                          |                           |                           |                          |                          |
|                                                                               |                                                                          | Nombre                    | % des inscrits            | Nombre                   | % des inscrits           |
| Inscrits                                                                      | Inscrits                                                                 | 86 981                    | 100,00                    | 86 978                   | 100,00                   |
| Abstentions                                                                   | Abstentions                                                              | 65 332                    | 75,11                     | 62 508                   | 71,87                    |
| Votants                                                                       | Votants                                                                  | 21 649                    | 24,89                     | 24 470                   | 28,13                    |
|                                                                               |                                                                          |                           | % des votants             |                          | % des votants            |
| Bulletins blancs                                                              | Bulletins blancs                                                         | 704                       | 3,25                      | 945                      | 3,86                     |
| Bulletins nuls                                                                | Bulletins nuls                                                           | 840                       | 3,88                      | 1 148                    | 4,69                     |
| Suffrages exprimés                                                            | Suffrages exprimés                                                       | 20 105                    | 92,87                     | 22 377                   | 91,45                    |
|                                                                               |                                                                          |                           |                           |                          |                          |
| Candidat Étiquette politique (partis et alliances)                            | Candidat Étiquette politique (partis et alliances)                       | Voix                      | % des exprimés            | Voix                     | % des exprimés           |
|                                                                               |                                                                          |                           |                           |                          |                          |
|                                                                               | Justine Benin Divers gauche                                              | 4 540                     | 22,58                     | 14 379                   | 64,26                    |
|                                                                               | Diana Perran La République en marche                                     | 3 775                     | 18,78                     | 7 998                    | 35,74                    |
|                                                                               | Laurent Bernier Les Républicains                                         | 2 815                     | 14,00                     |                          |                          |
|                                                                               | Warren Chingan Divers (Parti socialiste)                                 | 2 485                     | 12,36                     |                          |                          |
|                                                                               | Michel Tola La France insoumise                                          | 1 219                     | 6,06                      |                          |                          |
|                                                                               | Sophie Peroumal Sylvanise Divers gauche                                  | 1 059                     | 5,27                      |                          |                          |
|                                                                               | Jacques Kancel Parti communiste français (Parti communiste guadeloupéen) | 947                       | 4,71                      |                          |                          |
|                                                                               | Michel Girdary Divers gauche                                             | 634                       | 3,15                      |                          |                          |
|                                                                               | Rony Beral Divers                                                        | 534                       | 2,66                      |                          |                          |
|                                                                               | Prévert Mayengo Front national                                           | 413                       | 2,05                      |                          |                          |
|                                                                               | Liliane Montout Divers droite (Les Républicains diss.)                   | 346                       | 1,72                      |                          |                          |
|                                                                               | Patricia Paule Pompilius Écologiste                                      | 195                       | 0,97                      |                          |                          |
|                                                                               | Sébastien Gauthier Divers droite                                         | 181                       | 0,90                      |                          |                          |
|                                                                               | Marlène Valentino Extrême gauche (Combat ouvrier)                        | 166                       | 0,83                      |                          |                          |
|                                                                               | Philibert Carvigan Divers droite (Union des démocrates et indépendants)  | 127                       | 0,63                      |                          |                          |
|                                                                               | Henri Luperon Divers                                                     | 127                       | 0,63                      |                          |                          |
|                                                                               | Caroll Laug Divers gauche                                                | 122                       | 0,61                      |                          |                          |
|                                                                               | Steeve Rouyar Divers                                                     | 81                        | 0,40                      |                          |                          |
|                                                                               | Françoise Graux Divers (Union populaire républicaine)                    | 72                        | 0,36                      |                          |                          |
|                                                                               | Sebastien Riglet Divers                                                  | 63                        | 0,31                      |                          |                          |
|                                                                               | Jean-Jacob Bicep Régionaliste (Alliance pour la Guadeloupe)              | 61                        | 0,30                      |                          |                          |
|                                                                               | Marie-Jeanne Quinol Union des démocrates et indépendants                 | 51                        | 0,25                      |                          |                          |
|                                                                               | Moïse Ayassamy Divers droite                                             | 47                        | 0,23                      |                          |                          |
|                                                                               | Serge Sercien Divers (Extrême droite)                                    | 33                        | 0,16                      |                          |                          |
|                                                                               | Gérald Bougrer Divers                                                    | 10                        | 0,05                      |                          |                          |
|                                                                               | Léopold Deher-Lesaint Écologiste                                         | 2                         | 0,01                      |                          |                          |
| Source : Ministère de l'Intérieur - Deuxième circonscription de la Guadeloupe |                                                                          |                           |                           |                          |                          |

### Élections de 2022
| Résultats des élections législatives des 12 et 19 juin 2022 de la 2e circonscription de Guadeloupe |                           |                          |                          |              |              |             |             |
| Candidat                                                                                           | Candidat                  | Parti                    | Nuance                   | Premier tour | Premier tour | Second tour | Second tour |
| Candidat                                                                                           | Candidat                  | Parti                    | Nuance                   | Voix         | %            | Voix        | %           |
| | Justine Benin             | app. MoDem (ENS)         | ENS                      | 6 468        | 31,31        | 10 915      | 41,35       |
| | Christian Baptiste        | PPDG (NUPES)             | DVG                      | 5 532        | 26,78        | 15 484      | 58,65       |
| | Michel Tola               | LFI (NUPES)              | DVG                      | 3 068        | 14,85        |             |             |
| | Michel Girdary-Ramssamy   | RN                       | RN                       | 2 497        | 12,09        |             |             |
| | Ludovic Tolassy           | MG                       | REG                      | 1 152        | 5,58         |             |             |
| | Pauline Couvin            | EÉLV (NUPES)             | ECO                      | 430          | 2,08         |             |             |
| | Christiane Delannay-Clara | DLF (UPF)                | DSV                      | 241          | 1,17         |             |             |
| | Michelle Maxo             | EELV (NUPES)             | ECO                      | 236          | 1,14         |             |             |
| | Nancy Mathias             | LC (UDC)                 | DVD                      | 224          | 1,08         |             |             |
| | Aline Céril               | CO                       | DXG                      | 221          | 1,07         |             |             |
| | Gérald Bougrer            | SE                       | DIV                      | 176          | 0,85         |             |             |
| | Paola Plantier            | REC                      | REC                      | 169          | 0,82         |             |             |
| | Steeve Rouyar-Cirederf    | GPRG                     | DIV                      | 116          | 0,56         |             |             |
| | Dun Ferus                 | LR (UDC)                 | LR                       | 108          | 0,52         |             |             |
| | Sonia Retour              | UDI (UDC)                | UDI                      | 21           | 0,10         |             |             |
| Votes valides                                                                                      | Votes valides             | Votes valides            | Votes valides            | 20 659       | 94,21        | 26 399      | 93,39       |
| Votes blancs                                                                                       | Votes blancs              | Votes blancs             | Votes blancs             | 543          | 2,48         | 770         | 2,72        |
| Votes nuls                                                                                         | Votes nuls                | Votes nuls               | Votes nuls               | 726          | 3,31         | 1 097       | 3,88        |
| Total                                                                                              | Total                     | Total                    | Total                    | 21 928       | 100          | 28 266      | 100         |
| Abstention                                                                                         | Abstention                | Abstention               | Abstention               | 65 841       | 75,02        | 59 511      | 67,80       |
| Inscrits / participation                                                                           | Inscrits / participation  | Inscrits / participation | Inscrits / participation | 87 769       | 24,98        | 87 777      | 32,20       |

### Élections de 2024
| Candidat                 | Candidat                 | Parti et coalition       | Nuance                   | Premier tour | Premier tour | Second tour | Second tour |
| Candidat                 | Candidat                 | Parti et coalition       | Nuance                   | Voix         | %            | Voix        | %           |
| ------------------------ | ------------------------ | ------------------------ | ------------------------ | ------------ | ------------ | ----------- | ----------- |
|                          | Christian Baptiste       | PPDG (NFP)               | DVG                      | 10 903       | 41,33        | 19 801      | 72,38       |
|                          | Laurent Petit            | RN                       | RN                       | 4 563        | 17,30        | 7 557       | 27,62       |
|                          | Blaise Aldo              | SE                       | DVD                      | 2 291        | 8,68         |             |             |
|                          | Priscilla Sylvestre      | SE                       | DIV                      | 1 895        | 7,18         |             |             |
|                          | Ludovic Tolassy          | MG                       | REG                      | 1 761        | 6,68         |             |             |
|                          | Steve Salim              | app. ANG                 | DIV                      | 1 685        | 6,39         |             |             |
|                          | Michel Tola              | IdG                      | DVG                      | 1 551        | 5,88         |             |             |
|                          | Patrick Marcellin Galas  | app. GUSR                | DVC                      | 698          | 2,65         |             |             |
|                          | José Ayassami            | SE                       | DIV                      | 324          | 1,23         |             |             |
|                          | Steve Cirederf-Rouyar    | GPRG                     | UG                       | 226          | 0,86         |             |             |
|                          | Roseline Chatelot        | SE                       | DIV                      | 182          | 0,69         |             |             |
|                          | Paméla Pommier           | RG                       | DIV                      | 173          | 0,66         |             |             |
|                          | Raymond Molia            | FL                       | DIV                      | 126          | 0,48         |             |             |
|                          | Moïse Ayassamy           | SE                       | DVG                      | 2            | 0,01         |             |             |
|                          |                          |                          |                          |              |              |             |             |
| Votes valides            | Votes valides            | Votes valides            | Votes valides            | 26 380       | 93,56        | 27 358      | 93,30       |
| Votes blancs             | Votes blancs             | Votes blancs             | Votes blancs             | 865          | 3,07         | 968         | 3,30        |
| Votes nuls               | Votes nuls               | Votes nuls               | Votes nuls               | 950          | 3,37         | 996         | 3,40        |
| Total                    | Total                    | Total                    | Total                    | 28 195       | 100          | 29 322      | 100         |
| Abstention               | Abstention               | Abstention               | Abstention               | 60 613       | 68,22        | 59 380      | 66,94       |
| Inscrits / participation | Inscrits / participation | Inscrits / participation | Inscrits / participation | 88 708       | 31,78        | 88 702      | 33,06       |

Christian Baptiste est apparenté au groupe socialiste. Sa suppléante est Natasha Gordon, infirmière, conseillère municipale du Moule.

#### Département de la Guadeloupe
- La fiche de l'INSEE de cette circonscription : « Tableaux et Analyses de la deuxième circonscription de la Guadeloupe », sur insee.fr, site de l'Institut national de la statistique et des études économiques (consulté le 10 juin 2007) [PDF]

- « Tous les députés du département de la Guadeloupe depuis 1789 », sur assemblee-nationale.fr, site de l'Assemblée nationale française (consulté le 10 juin 2007)

- « Informations contentieuses sur le département de la Guadeloupe (Élections législatives de 2002) »(Archive.org • Wikiwix • Archive.is • Google • Que faire ?), sur conseil-constitutionnel.fr, site du Conseil constitutionnel (consulté le 13 juin 2007)

#### Circonscriptions en France
- « Carte des circonscriptions législatives en France », sur assemblee-nationale.fr, site de l'Assemblée nationale française (consulté le 20 juin 2007)

- « Résultats électoraux officiels en France »(Archive.org • Wikiwix • Archive.is • Google • Que faire ?), sur interieur.gouv.fr, site du ministère de l'Intérieur (France) (consulté le 13 juin 2007)

- Description et Atlas des circonscriptions électorales de France sur http://www.atlaspol.com, Atlaspol, site de cartographie géopolitique, consulté le 13 juin 2007.